# Culcha Candela/Diskografie
Diese Diskografie ist eine Übersicht über die musikalischen Werke der deutschen Dancehall- und Reggae-Band Culcha Candela. Den Schallplattenauszeichnungen zufolge hat sie bisher mehr als 3,4 Millionen Tonträger verkauft. Ihre erfolgreichste Veröffentlichung ist die Single Monsta mit über 930.000 verkauften Einheiten.

## Alben

### Studioalben
| Jahr | Titel Musiklabel                             | Höchstplatzierung, Gesamtwochen, AuszeichnungChartplatzierungen (Jahr, Titel, Musiklabel, Platzierungen, Wochen, Auszeichnungen, Anmerkungen) | Höchstplatzierung, Gesamtwochen, AuszeichnungChartplatzierungen (Jahr, Titel, Musiklabel, Platzierungen, Wochen, Auszeichnungen, Anmerkungen) | Höchstplatzierung, Gesamtwochen, AuszeichnungChartplatzierungen (Jahr, Titel, Musiklabel, Platzierungen, Wochen, Auszeichnungen, Anmerkungen) | Anmerkungen                                                 |
| Jahr | Titel Musiklabel                             | DE | AT | CH | Anmerkungen                                                 |
| ---- | -------------------------------------------- | --- | --- | --- | ----------------------------------------------------------- |
| 2004 | Union Verdadera Urban Records (UMG)          | DE52 (1 Wo.)DE | — | — | Erstveröffentlichung: 20. September 2004                    |
| 2005 | Next Generation Urban Records (UMG)          | DE20 (4 Wo.)DE | AT73 (1 Wo.)AT | — | Erstveröffentlichung: 12. September 2005                    |
| 2007 | Culcha Candela Urban Records (UMG)           | DE6 Platin · (31 Wo.)DE | AT35 (6 Wo.)AT | CH23 (12 Wo.)CH | Erstveröffentlichung: 31. August 2007 Verkäufe: + 200.000   |
| 2009 | Schöne neue Welt Urban Records (UMG)         | DE8 ×3Dreifachgold · (60 Wo.)DE | AT26 (42 Wo.)AT | CH12 Gold · (46 Wo.)CH | Erstveröffentlichung: 28. August 2009 Verkäufe: + 315.000   |
| 2011 | Flätrate Urban Records (UMG)                 | DE15 Gold · (39 Wo.)DE | AT44 (12 Wo.)AT | CH25 (9 Wo.)CH | Erstveröffentlichung: 25. November 2011 Verkäufe: + 100.000 |
| 2015 | Candelistan Dolcerita (WMG)                  | DE11 (5 Wo.)DE | AT19 (3 Wo.)AT | CH15 (5 Wo.)CH | Erstveröffentlichung: 28. August 2015                       |
| 2017 | Feel Erfolg RCA Records (Sony)               | DE17 (2 Wo.)DE | AT32 (1 Wo.)AT | CH80 (1 Wo.)CH | Erstveröffentlichung: 25. August 2017                       |
| 2021 | Top Ten Culcha Sound (Sony)                  | — | — | — | Erstveröffentlichung: 28. Mai 2021                          |
| 2023 | Zu wahr um schön zu sein Culcha Sound (Sony) | — | — | — | Erstveröffentlichung: 10. März 2023                         |

### Livealben
| Jahr | Titel Musiklabel                        | Höchstplatzierung, Gesamtwochen, AuszeichnungChartplatzierungen (Jahr, Titel, Musiklabel, Platzierungen, Wochen, Auszeichnungen, Anmerkungen) | Höchstplatzierung, Gesamtwochen, AuszeichnungChartplatzierungen (Jahr, Titel, Musiklabel, Platzierungen, Wochen, Auszeichnungen, Anmerkungen) | Höchstplatzierung, Gesamtwochen, AuszeichnungChartplatzierungen (Jahr, Titel, Musiklabel, Platzierungen, Wochen, Auszeichnungen, Anmerkungen) | Anmerkungen                                                |
| Jahr | Titel Musiklabel                        | DE | AT | CH | Anmerkungen                                                |
| ---- | --------------------------------------- | --- | --- | --- | ---------------------------------------------------------- |
| 2008 | Culcha Candela Live Urban Records (UMG) | DE*DE | AT59 (2 Wo.)AT | CH67 (3 Wo.)CH | Erstveröffentlichung: 25. Juli 2008 * siehe Culcha Candela |

### Kompilationen
| Jahr | Titel Musiklabel              | Höchstplatzierung, Gesamtwochen, AuszeichnungChartplatzierungen (Jahr, Titel, Musiklabel, Platzierungen, Wochen, Auszeichnungen, Anmerkungen) | Höchstplatzierung, Gesamtwochen, AuszeichnungChartplatzierungen (Jahr, Titel, Musiklabel, Platzierungen, Wochen, Auszeichnungen, Anmerkungen) | Höchstplatzierung, Gesamtwochen, AuszeichnungChartplatzierungen (Jahr, Titel, Musiklabel, Platzierungen, Wochen, Auszeichnungen, Anmerkungen) | Anmerkungen                                                |
| Jahr | Titel Musiklabel              | DE | AT | CH | Anmerkungen                                                |
| ---- | ----------------------------- | --- | --- | --- | ---------------------------------------------------------- |
| 2010 | Das Beste Urban Records (UMG) | DE18 Platin · (43 Wo.)DE | AT20 (5 Wo.)AT | CH28 (8 Wo.)CH | Erstveröffentlichung: 17. Oktober 2010 Verkäufe: + 200.000 |
| 2019 | Besteste Culcha Sound (Sony)  | — | — | — | Erstveröffentlichung: 13. Dezember 2019                    |

### Remixalben
| Jahr | Titel Musiklabel                           | Anmerkungen                        |
| ---- | ------------------------------------------ | ---------------------------------- |
| 2020 | International Versions Culcha Sound (Sony) | Erstveröffentlichung: 1. Juli 2020 |
| 2020 | Itchino Sound DJ Mix Culcha Sound (Sony)   | Erstveröffentlichung: 1. Juli 2020 |
| 2020 | Remixes (2004–2010) Culcha Sound (Sony)    | Erstveröffentlichung: 1. Juli 2020 |

### EPs
| Jahr | Titel Musiklabel                                       | Anmerkungen                              |
| ---- | ------------------------------------------------------ | ---------------------------------------- |
| 2004 | Union Verdadera – Essential 5 Homeground Records (UMG) | Erstveröffentlichung: 20. September 2004 |
| 2006 | Give Thanks Homeground Records (UMG)                   | Erstveröffentlichung: 31. März 2006      |

## Singles

### Als Leadmusiker
| Jahr | Titel Album                                             | Höchstplatzierung, Gesamtwochen, AuszeichnungChartplatzierungen (Jahr, Titel, Album, Platzierungen, Wochen, Auszeichnungen, Anmerkungen) | Höchstplatzierung, Gesamtwochen, AuszeichnungChartplatzierungen (Jahr, Titel, Album, Platzierungen, Wochen, Auszeichnungen, Anmerkungen) | Höchstplatzierung, Gesamtwochen, AuszeichnungChartplatzierungen (Jahr, Titel, Album, Platzierungen, Wochen, Auszeichnungen, Anmerkungen) | Anmerkungen |
| Jahr | Titel Album                                             | DE | AT | CH | Anmerkungen |
| ---- | ------------------------------------------------------- | --- | --- | --- | --- |
| 2004 | In da City Union Verdadera                              | DE65 (4 Wo.)DE | — | — | Erstveröffentlichung: 2. August 2004                                                                                   |
| 2005 | Union Verdadera                                         | DE90 (2 Wo.)DE | — | — | Erstveröffentlichung: 10. Januar 2005                                                                                  |
| 2005 | Next Generation                                         | DE86 (3 Wo.)DE | — | — | Erstveröffentlichung: 5. September 2005                                                                                |
| 2005 | Comeback –                                              | — | — | — | Erstveröffentlichung: 9. Dezember 2005 feat. Mellow Mark & Martin Jondo                                                |
| 2006 | Follow Me –                                             | DE69 (4 Wo.)DE | — | — | Erstveröffentlichung: 21. Juli 2006 feat. Maliq                                                                        |
| 2007 | Hamma Culcha Candela                                    | DE1 ×3Dreifachgold · (53 Wo.)DE | AT3 (29 Wo.)AT | CH13 (33 Wo.)CH | Erstveröffentlichung: 10. August 2007 Verkäufe: + 450.000                                                              |
| 2007 | Ey DJ Culcha Candela                                    | DE7 Gold · (18 Wo.)DE | AT15 (16 Wo.)AT | CH75 (5 Wo.)CH | Erstveröffentlichung: 23. November 2007 Verkäufe: + 150.000                                                            |
| 2008 | Chica Culcha Candela                                    | DE21 (9 Wo.)DE | AT46 (4 Wo.)AT | — | Erstveröffentlichung: 8. Februar 2008                                                                                  |
| 2008 | Besonderer Tag Culcha Candela                           | DE45 (6 Wo.)DE | — | — | Erstveröffentlichung: 18. Juli 2008                                                                                    |
| 2009 | Schöne neue Welt                                        | DE12 Gold · (36 Wo.)DE | AT12 (31 Wo.)AT | CH27 Gold · (34 Wo.)CH | Erstveröffentlichung: 14. August 2009 Verkäufe: + 165.000                                                              |
| 2009 | Monsta Schöne neue Welt                                 | DE3 ×3Dreifachplatin · (63 Wo.)DE | AT3 (43 Wo.)AT | CH8 Platin · (44 Wo.)CH | Erstveröffentlichung: 9. September 2009 Verkäufe: + 930.000                                                            |
| 2010 | Eiskalt Schöne neue Welt                                | DE20 Gold · (17 Wo.)DE | AT27 (12 Wo.)AT | — | Erstveröffentlichung: 19. März 2010 Verkäufe: + 150.000                                                                |
| 2010 | Somma im Kiez Schöne neue Welt                          | DE22 (14 Wo.)DE | AT36 (13 Wo.)AT | — | Erstveröffentlichung: 28. Mai 2010                                                                                     |
| 2010 | Move It Das Beste                                       | DE7 (20 Wo.)DE | AT8 (14 Wo.)AT | CH49 (3 Wo.)CH | Erstveröffentlichung: 8. Oktober 2010                                                                                  |
| 2010 | Shaun das Schaf (das kleinste Schaf, der größte Held) – | — | — | — | Erstveröffentlichung: 8. Oktober 2010                                                                                  |
| 2011 | Berlin City Girl Das Beste                              | DE11 Gold · (33 Wo.)DE | AT28 (20 Wo.)AT | CH47 (4 Wo.)CH | Erstveröffentlichung: 14. Januar 2011 Verkäufe: + 150.000                                                              |
| 2011 | Hungry Eyes Flätrate                                    | DE18 (14 Wo.)DE | AT26 (2 Wo.)AT | CH44 (2 Wo.)CH | Erstveröffentlichung: 4. November 2011                                                                                 |
| 2011 | Big Fat Smile Flätrate                                  | — | — | — | Erstveröffentlichung: 18. November 2011                                                                                |
| 2012 | Wildes Ding Flätrate                                    | DE11 Platin · (19 Wo.)DE | AT17 (17 Wo.)AT | CH54 (4 Wo.)CH | Erstveröffentlichung: 6. Januar 2012 Verkäufe: + 300.000                                                               |
| 2012 | Von allein Flätrate                                     | DE15 Platin · (35 Wo.)DE | AT3 Platin · (32 Wo.)AT | CH35 (12 Wo.)CH | Erstveröffentlichung: 13. April 2012 Verkäufe: + 330.000                                                               |
| 2015 | La noche entera Candelistan                             | — | — | — | Erstveröffentlichung: 1. Mai 2015                                                                                      |
| 2015 | Wayne Candelistan                                       | — | — | — | Erstveröffentlichung: 5. Juni 2015 feat. Curlyman                                                                      |
| 2016 | Wann dann?!? –                                          | DE71 (1 Wo.)DE | — | — | Erstveröffentlichung: 10. Juni 2016                                                                                    |
| 2016 | Einsnull (grita gol) –                                  | — | — | — | Erstveröffentlichung: 10. Juni 2016                                                                                    |
| 2016 | Urlaub –                                                | — | — | — | Erstveröffentlichung: 9. September 2016                                                                                |
| 2017 | Rodeo Feel Erfolg                                       | — | — | — | Erstveröffentlichung: 7. Juli 2017                                                                                     |
| 2017 | Piste Feel Erfolg                                       | — | — | — | Erstveröffentlichung: 11. August 2017                                                                                  |
| 2017 | Cool mit mir selbst Feel Erfolg                         | — | — | — | Erstveröffentlichung: 18. August 2017 feat. VitaliZe & Ela                                                             |
| 2018 | Nur wenn sie tanzt (Remix) –                            | — | — | — | Erstveröffentlichung: 31. Mai 2018 mit Klangpoet                                                                       |
| 2018 | Leb dein Traum –                                        | — | — | — | Erstveröffentlichung: 8. Juni 2018 feat. Kris Kraus                                                                    |
| 2019 | No tengo problema Besteste                              | — | — | — | Erstveröffentlichung: 7. März 2019                                                                                     |
| 2019 | Ballern Besteste                                        | — | — | — | Erstveröffentlichung: 16. August 2019                                                                                  |
| 2019 | Dinero Besteste                                         | — | — | — | Erstveröffentlichung: 18. Oktober 2019                                                                                 |
| 2019 | Mama Maria Besteste                                     | — | — | — | Erstveröffentlichung: 13. Dezember 2019                                                                                |
| 2020 | Rhythmus wie ein Tänzer Top Ten                         | — | — | — | Erstveröffentlichung: 3. April 2020 feat. DJ Antoine, Julie Brown & ThatGurlHanna Original: Snap! – Rhythm Is a Dancer |
| 2020 | Ratatang Top Ten                                        | — | — | — | Erstveröffentlichung: 12. Juni 2020                                                                                    |
| 2020 | SSDF Top Ten                                            | — | — | — | Erstveröffentlichung: 25. September 2020                                                                               |
| 2021 | Hope Top Ten                                            | — | — | — | Erstveröffentlichung: 26. März 2021 feat. Bovann & ThatGurlHanna                                                       |
| 2021 | Für imma Top Ten                                        | — | — | — | Erstveröffentlichung: 27. Mai 2021 feat. Niqu                                                                          |
| 2021 | Weihnachten is da –                                     | — | — | — | Erstveröffentlichung: 10. Dezember 2021                                                                                |
| 2022 | Nachts um vier Zu wahr um schön zu sein                 | — | — | — | Erstveröffentlichung: 14. Januar 2022                                                                                  |
| 2022 | Sonnenbrille Zu wahr um schön zu sein                   | — | — | — | Erstveröffentlichung: 8. April 2022                                                                                    |
| 2022 | Warum immer ich Zu wahr um schön zu sein                | — | — | — | Erstveröffentlichung: 2. September 2022 feat. Jona                                                                     |
| 2022 | Numma Zu wahr um schön zu sein                          | — | — | — | Erstveröffentlichung: 30. Dezember 2022                                                                                |

### Als Gastmusiker
| Jahr | Titel Album                                    | Höchstplatzierung, Gesamtwochen, AuszeichnungChartplatzierungen (Jahr, Titel, Album, Platzierungen, Wochen, Auszeichnungen, Anmerkungen) | Höchstplatzierung, Gesamtwochen, AuszeichnungChartplatzierungen (Jahr, Titel, Album, Platzierungen, Wochen, Auszeichnungen, Anmerkungen) | Höchstplatzierung, Gesamtwochen, AuszeichnungChartplatzierungen (Jahr, Titel, Album, Platzierungen, Wochen, Auszeichnungen, Anmerkungen) | Anmerkungen                                                                |
| Jahr | Titel Album                                    | DE | AT | CH | Anmerkungen                                                                |
| ---- | ---------------------------------------------- | --- | --- | --- | -------------------------------------------------------------------------- |
| 2006 | Time Is Cash, Time Is Money Dreimal zehn Jahre | — | — | — | Erstveröffentlichung: 17. Juni 2006 BAP feat. Culcha Candela               |
| 2012 | Mehr Gewicht Carousel                          | DE56 (3 Wo.)DE | — | — | Erstveröffentlichung: 6. April 2012 Luxuslärm feat. Culcha Candela         |
| 2015 | Together We Are One (Bring Back the Energy) –  | — | — | CH11 (6 Wo.)CH | Erstveröffentlichung: 14. August 2015 Remady & Manu-L feat. Culcha Candela |
| 2020 | Real Life –                                    | — | — | — | Erstveröffentlichung: 4. Dezember 2020 ThatGurlHanna feat. Culcha Candela  |
| 2021 | Mamacita –                                     | — | — | — | Erstveröffentlichung: 12. August 2021 Sa1bou feat. Culcha Candela          |
| 2021 | Somma –                                        | — | — | — | Erstveröffentlichung: 27. August 2021 Paul Kowol feat. Culcha Candela      |
| 2021 | Down bist 2.0 –                                | — | — | — | Erstveröffentlichung: 12. November 2021 Lost feat. Culcha Candela          |
| 2023 | Wildes Ding (Remix) –                          | DE— aDE | — | — | Erstveröffentlichung: 10. Februar 2023 Valexus feat. Culcha Candela        |

## Videoalben und Musikvideos

### Videoalben
| Jahr | Titel Musiklabel                        | Höchstplatzierung, Gesamtwochen, AuszeichnungChartplatzierungen (Jahr, Titel, Musiklabel, Platzierungen, Wochen, Auszeichnungen, Anmerkungen) | Höchstplatzierung, Gesamtwochen, AuszeichnungChartplatzierungen (Jahr, Titel, Musiklabel, Platzierungen, Wochen, Auszeichnungen, Anmerkungen) | Höchstplatzierung, Gesamtwochen, AuszeichnungChartplatzierungen (Jahr, Titel, Musiklabel, Platzierungen, Wochen, Auszeichnungen, Anmerkungen) | Anmerkungen                                                                    |
| Jahr | Titel Musiklabel                        | DE | AT | CH | Anmerkungen                                                                    |
| ---- | --------------------------------------- | --- | --- | --- | ------------------------------------------------------------------------------ |
| 2006 | Domen est omen – Die Wahrheit –         | — | — | — | Erstveröffentlichung: 2006                                                     |
| 2008 | Culcha Candela Live Urban Records (UMG) | DE*DE | AT10 (1 Wo.)AT | CH**CH | Erstveröffentlichung: 25. Juli 2008 * siehe Culcha Candela; ** siehe Livealbum |

### Musikvideos
| Jahr | Titel                                                 | Regisseur(e)                                                     |
| ---- | ----------------------------------------------------- | ---------------------------------------------------------------- |
| 2004 | In da City                                            | Norbert Heitker                                                  |
| 2004 | Augen auf                                             | Che André Bergendahl                                             |
| 2005 | Union Verdadera                                       | Hinrich Pflug                                                    |
| 2005 | Next Generation                                       | Hinrich Pflug                                                    |
| 2005 | Comeback                                              |                                                                  |
| 2006 | Follow Me                                             | Sebastian Rix                                                    |
| 2007 | Hamma                                                 | Hinrich Pflug                                                    |
| 2007 | Ey DJ                                                 | Hinrich Pflug                                                    |
| 2008 | Chica                                                 | Hinrich Pflug                                                    |
| 2008 | Besonderer Tag                                        |                                                                  |
| 2009 | Schöne neue Welt                                      | Deborah Schamoni                                                 |
| 2009 | Monsta                                                | Hinrich Pflug                                                    |
| 2010 | Eiskalt                                               | Katja Kuhl                                                       |
| 2010 | Somma im Kiez                                         | Katja Kuhl                                                       |
| 2010 | Shaun das Schaf (das kleinste Schaf, der größte Held) |                                                                  |
| 2010 | Siento                                                | Katja Kuhl                                                       |
| 2010 | Move It                                               | Katja Kuhl                                                       |
| 2011 | Berlin City Girl                                      | Katja Kuhl                                                       |
| 2011 | Hungry Eyes                                           | Katja Kuhl                                                       |
| 2012 | Wildes Ding                                           | Katja Kuhl                                                       |
| 2012 | Mehr Gewicht                                          |                                                                  |
| 2012 | Von allein                                            |                                                                  |
| 2015 | La noche entera                                       | Tristan Ladwein                                                  |
| 2015 | Wayne                                                 | Tristan Ladwein                                                  |
| 2015 | Scheiße aber Happy                                    | Manuel Cortez                                                    |
| 2015 | La bomba                                              | Manuel Cortez                                                    |
| 2016 | Einsnull (grita gol!)                                 |                                                                  |
| 2016 | Wann dann?!?                                          |                                                                  |
| 2016 | Urlaub                                                |                                                                  |
| 2017 | Rodeo                                                 | Manuel Cortez (Version 1, 2017) Culcha Candela (Version 2, 2019) |
| 2017 | Cool mit mir selbst                                   | Manuel Cortez                                                    |
| 2017 | Scheiß egal                                           |                                                                  |
| 2017 | Piste                                                 |                                                                  |
| 2017 | In meiner City                                        |                                                                  |
| 2018 | Leb dein Traum                                        | Kalle Max Hofmann                                                |
| 2019 | No tengo problema                                     | Manuel Cortez                                                    |
| 2019 | Ballern (3 Versionen)                                 | I am Johannes                                                    |
| 2019 | Dinero                                                | Calvin Serrano                                                   |
| 2019 | Mama Maria                                            | Arne Schramm                                                     |
| 2020 | Rhythmus wie ein Tänzer                               | Arne Schramm                                                     |
| 2020 | Ratatang                                              | Arne Schramm                                                     |
| 2020 | SSDF                                                  | Arne Schramm, Horst Wegener                                      |
| 2020 | Real Life                                             | Elías Nader                                                      |
| 2021 | Hope                                                  | Laurent Noichl                                                   |
| 2021 | Für imma                                              | Laurent Noichl                                                   |
| 2021 | Mamacita                                              |                                                                  |
| 2021 | Weihnachten is da                                     |                                                                  |
| 2022 | Nachts um vier                                        | Kim Vizola                                                       |
| 2022 | Numma                                                 | Ben Baumgarten                                                   |

## Sonderveröffentlichungen

### Alben
| Jahr | Titel Musiklabel                             | Anmerkungen                                                                                            |
| ---- | -------------------------------------------- | --- |
| 2015 | Candelistan (Limited Fanbox) Dolcerita (WMG) | Erstveröffentlichung: 28. August 2015 erweiterte Fassung; Verkäufe werden dem Studioalbum hinzuaddiert |

### Lieder
| Jahr | Titel Album                                       | Anmerkungen                                                                  |
| ---- | ------------------------------------------------- | ---------------------------------------------------------------------------- |
| 2005 | Sientelo (Mix & Instrumental) Sientelo (Enhanced) | Erstveröffentlichung: 30. Mai 2005 Speedy feat. Lumidee & Culcha Candela     |
| 2005 | Time Is Cash, Time Is Money Dreimal zehn Jahre    | Erstveröffentlichung: 18. November 2005 BAP feat. Culcha Candela             |
| 2006 | Hörmazu Hear and Now                              | Erstveröffentlichung: 26. Mai 2006 Cashma Hoody feat. Culcha Candela         |
| 2008 | Hamma Cubano alemán                               | Erstveröffentlichung: 29. August 2008 Rhythms del Mundo feat. Culcha Candela |
| 2011 | Mehr Gewicht Carousel                             | Erstveröffentlichung: 16. September 2011 Luxuslärm feat. Culcha Candela      |
| 2017 | Scheiß egal König von Deutschland                 | Erstveröffentlichung: 22. September 2017 Eko Fresh feat. Culcha Candela      |

| Jahr | Titel Album                                           | Anmerkungen                                                    |
| ---- | ----------------------------------------------------- | -------------------------------------------------------------- |
| 2009 | Nicht zur Schule geh’n Dein Song                      | Erstveröffentlichung: 20. November 2009 mit Lennart Fox        |
| 2012 | Meine Oma fährt im Hühnerstall Motorrad Giraffenaffen | Erstveröffentlichung: 9. November 2012 Original: Robert Steidl |

| Jahr | Titel Soundtrack zu                     | Anmerkungen                                     |
| ---- | --------------------------------------- | ----------------------------------------------- |
| 2006 | Follow Me Hui Buh – Das Schlossgespenst | Erstveröffentlichung: 21. Juli 2006 feat. Maliq |

### Videoalben
| Jahr | Titel Musiklabel                                      | Anmerkungen |
| ---- | ----------------------------------------------------- | --- |
| 2005 | Next Generation (Limited Edition) Urban Records (UMG) | Erstveröffentlichung: 12. September 2005 erweiterte Fassung mit Bonus-DVD; Verkäufe werden dem Studioalbum hinzuaddiert |

## Statistik

### Chartauswertung
|                     | DE    | AT    | CH    |
| ------------------- | ----- | ----- | ----- |
| Nummer-eins-Alben   | DE—DE | AT—AT | CH—CH |
| Top-10-Alben        | DE2DE | AT—AT | CH—CH |
| Alben in den Charts | DE8DE | AT8AT | CH7CH |

|                       | DE    | AT     | CH     |
| --------------------- | ----- | ------ | ------ |
| Nummer-eins-Singles   | DE1DE | AT—AT  | CH—CH  |
| Top-10-Singles        | DE4DE | AT4AT  | CH1CH  |
| Singles in den Charts | DE9DE | AT12AT | CH10CH |

### Auszeichnungen für Musikverkäufe
Anmerkung: Auszeichnungen in Ländern aus den Charttabellen bzw. Chartboxen sind in ebendiesen zu finden.
| Land/RegionAuszeichnungen für Musikverkäufe (Land/Region, Auszeichnungen, Verkäufe, Quellen) | Gold     | Platin       | Verkäufe  | Quellen           |
| -------------------------------------------------------------------------------------------- | -------- | ------------ | --------- | ----------------- |
| Deutschland (BVMI)                                                                           | 7× Gold7 | 9× Platin9   | 3.350.000 | musikindustrie.de |
| Österreich (IFPI)                                                                            | —        | Platin1      | 30.000    | ifpi.at           |
| Schweiz (IFPI)                                                                               | 2× Gold2 | Platin1      | 60.000    | hitparade.ch      |
| Insgesamt                                                                                    | 9× Gold9 | 11× Platin11 |           |                   |